# Lopes Tigrão
Wellington Nogueira Lopes (ur. 1 czerwca 1979) – brazylijski piłkarz występujący na pozycji pomocnika.

## Kariera klubowa
Od 1999 do 2016 roku występował w klubach Volta Redonda, SE Palmeiras, CR Flamengo, Fluminense FC, Santos FC, EC Juventude, Cruzeiro EC, Vegalta Sendai, Yokohama F. Marinos, Atlético Mineiro, Monte Azul, Ceará, Metropolitano, São José i Brasiliense.